# Lake Boomerang
Der Lake Boomerang ist ein Gebirgssee im Southland District der Region Southland auf der Südinsel von Neuseeland.

## Geographie
Der Lake Boomerang befindet sich rund 3,3 km südwestlich des Lake Hilda und rund 4,8 km westlich des South Fiord des Lake Te Anau. Der See, der auf einer Höhe von 641 m anzutreffen ist, besitzt eine leicht gebogene längliche Form und erstreckt sich in dieser über eine Länge von rund 635 m in Nordwest-Ost-Richtung. Seine Fläche umfasst rund 8,6 Hektar und sein Seeumfang beträgt rund 1,61 km. An der breitesten Stelle des Sees beträgt der Abstand von Ufer zu Ufer rund 180 m in Südsüdwest-Nordnordost-Richtung.
Gespeist wird der Lake Boomerang von dem von Nordwesten zulaufenden Gorge Burn und von einigen wenigen Gebirgsbächen. Seine Entwässerung erfolgt am östlichen Ende des Sees ebenfalls über den Gorge Burn, der rund 1 km weiter östlich den Lake Cecil speist.